# Chironomus striatus
Chironomus striatus är en tvåvingeart som beskrevs av Karl Strenzke 1959. Chironomus striatus ingår i släktet Chironomus och familjen fjädermyggor. Arten är reproducerande i Sverige. Inga underarter finns listade i Catalogue of Life.